# Ернст II Леополд (Хесен-Ротенбург)
Ернст II Леополд фон Хесен-Ротенбург (на немски: Ernst II Leopold von Hessen-Rotenburg; * 25 юни 1684 в Лангеншвалбах, † 29 ноември 1749 в Ротенбург на Фулда) е от 1725 до 1749 г. ландграф на Хесен-Ротенбург.
Той е най-възрастният син на ландграф Вилхелм I фон Хесен-Ротенбург (1648 – 1725) и графиня Мария Анна фон Льовенщайн-Вертхайм-Рошфор (1652 – 1688), дъщеря на граф Фердинанд Карл фон Льовенщайн-Вертхайм-Рошфор (1616 – 1672) и графиня и ландграфиня Анна Мария фон Фюрстенберг-Хайлигенберг (1634 – 1705). Внук е на ландграф Ернст I фон Хесен-Рейнфелс-Ротенбург (1623 – 1693). Сестра му Мария Елеонора (1675 – 1720) е омъжена за Теодор Евстах (1659 – 1732), пфалцграф и херцог на Пфалц-Зулцбах.

## Фамилия
Ернст II Леополд се жени на 9 ноември 1704 г. във Франкфурт за принцеса Елеонора Мария Анна фон Льовенщайн-Вертхайм-Рошфор (1686 – 1753), дъщеря на княз Максимилиан Карл фон Льовенщайн-Вертхайм-Рошфор (1656 – 1718) и съпругата му графиня Поликсена Мария фон Куен-Лихтенберг-Беласи (1658 – 1712). Те имат децата:
- Йозеф (1705 – 1744), ∞ 1726 принцеса Кристина Анна Луиза Освалдина фон Салм-Ньофвил (1707 – 1775); той става тъст на френския маршал Шарл де Роган, принц де Субиз
- Поликсена Кристина Йоханета (1706 – 1735), ∞ 1724 г. за крал Карл-Емануил III Савойски-Пиемонт (1701 – 1773), кралица на Сардиния (1730 – 1735)
- Вилхелмина Магдалена (1707 – 1708)
- Вилхелм (* и † 1708)
- София (1709 – 1711)
- Франц Александер (1710 – 1739), убит в битката при Гроцка
- Константин (1716 – 1778), ландграф на Хесен-Рейнфелс-Ротенбург
- Елеонора Филипина (1712 – 1759), ∞ 1731 г. за пфалцграф Йохан Кристиан Йозеф фон Пфалц-Зулцбах (1700 – 1733)
- Каролина (1714 – 1741), ∞ 1728 принц Луи IV Хенри дьо Бурбон, принц дьо Кондé (1692 – 1740)
- Кристина (1717 – 1778) ∞ 1740 принц Луи Виктор Савойски-Каринян (1721 – 1778); двамата са прародители на Карл Алберт (1798 – 1849), крал на Сардиния (1831 – 1849)